# Marek Židlický
Marek Židlický (ur. 3 lutego 1977 w Moście) – czeski hokeista, reprezentant Czech, dwukrotny olimpijczyk.

## Kariera klubowa
- HC Kladno (1994-1999)
- HIFK (1999-2003)
- Nashville Predators (2003-2004)
- HIFK (2004-2005)
- Nashville Predators (2005-2008)
- Minnesota Wild (2008-2012)
- New Jersey Devils (2008-2012, 2013-2015)
  -  HC Kladno (2012)
- Detroit Red Wings (2015)
- New York Islanders (2015-2016)

Wychowanek HC Kladno. Od 2012 zawodnik New Jersey Devils. Od września do listopada 2012 w okresie lokautu w sezonie NHL (2012/2013) związał się z macierzystym HC Kladno. W lipcu 2013 przedłużył kontrakt z klubem NJD o rok. Od marca 2015 zawodnik Detroit Red Wings. Od września 2015 zawodnik New York Islanders.
Uczestniczył w turniejach Pucharu Świata 2004, mistrzostw świata w 2005, 2007, 2008, 2009, 2011, 2013 (jeden mecz w ćwierćfinale) oraz zimowych igrzysk olimpijskich 2006 i 2010.

## Sukcesy i nagrody
Reprezentacyjne
- Brązowy medal Igrzysk Olimpijskich: 2006
- Złoty medal Mistrzostw Świata: 2005
- Brązowy medal Mistrzostw Świata: 2011

Indywidualne
- Sezon SM-liiga 2000/2001:
  - Pierwsze miejsce w klasyfikacji strzelców wśród obrońców w sezonie zasadniczym: 12 goli
  - Pierwsze miejsce w klasyfikacji kanadyjskiej wśród obrońców w sezonie zasadniczym: 37 punktów
- Sezon SM-liiga 2001/2002:
  - Pierwsze miejsce w klasyfikacji kanadyjskiej wśród obrońców w sezonie zasadniczym: 40 punktów
- Sezon SM-liiga 2002/2003:
  - Pierwsze miejsce w klasyfikacji asystentów wśród obrońców w sezonie zasadniczym: 37 asyst
  - Pierwsze miejsce w klasyfikacji kanadyjskiej wśród obrońców w sezonie zasadniczym: 47 punktów
- Mistrzostwa Świata w Hokeju na Lodzie 2005:
  - Pierwsze miejsce w klasyfikacji +/- turnieju: +8 (ex aequo)
  - Skład gwiazd turnieju
- Mistrzostwa Świata w Hokeju na Lodzie 2007/Elita:
  - Jeden z trzech najlepszych zawodników reprezentacji
- Mistrzostwa Świata w Hokeju na Lodzie 2008/Elita:
  - Jeden z trzech najlepszych zawodników reprezentacji
- Mistrzostwa Świata w Hokeju na Lodzie 2011/Elita:
  - Skład gwiazd turnieju